# Färöarnas universitet
Färöarnas universitet (färöiska: Fróðskaparsetur Føroya) är Färöarnas universitet som ligger i huvudstaden Torshamn. Universitetet grundades den 20 maj 1960 som Academia Færoensis och fick officiell universitetsstatus år 1990.
Idag har universitetet omkring 150 studerande och totalt tre fakulteter (deildir):
- Färöisk filologi (Føroyamálsdeildin)
- Naturvetenskap (Náttúruvísindadeildin)
- Historia och samhällsvetenskap (Søgu og Samfelagsdeildin)

Universitetets historia kan sägas börja med grundandet av Färöarnas Vetenskapliga Sällskap (Føroya Fróðskaparfelag) år 1952. Det var sällskapets vision att skapa ett ställe för vetenskap och forskning på Färöarna. Under universitetets första tid fanns det bara en professor: Christian Matras som även var docent vid Köpenhamns universitet.
Vid sidan av årskurser för lärare i färöiska och naturhistoria arrangerade universitetet offentliga föreläsningar och kvällskurser på färöiska. Färöarnas universitet började även att arbeta med frågan om det färöiska språkets existens samt kulturarvet.

## Professorer
- Christian Matras, från 1965
- Mortan Nolsøe, från 1986
- Jóhan Hendrik Winther Poulsen, från 1986
- Hans Jacob Debes, från 1989
- Jóan Pauli Joensen, från 1989
- Magnus Danielsen, från 1991
- Arne Nørrevang, från 1995
- Eyðun Andreassen, från 1996
- Dorete Bloch, från 2001
- Malan Marnersdóttir, från 2004